# Gymnasium Julianum
Das Gymnasium Julianum ist ein Gymnasium in der niedersächsischen Kreisstadt Helmstedt in Deutschland. Der Name leitet sich ab von Herzog Julius von Braunschweig-Wolfenbüttel, der 1576 die alte Helmstedter Universität gegründet hat, in deren Tradition sich das Gymnasium sieht.

## Geschichte
Im Jahr 1253 wurde in Helmstedt eine lateinische Stadtschule gegründet. Sie wurde 1543 in ein protestantisches Gymnasium in Form einer Partikularschule umgewidmet. Ab 1779 hieß es Pädagogium (mit Trennung der vierjährigen Oberstufe von der bisherigen Lateinschule). 1817 erfolgte die Erweiterung des Pädagogiums zu einem sechsklassigen humanistischen Gymnasium mit Unterrichtsschwerpunkt auch im mathematisch-naturwissenschaftlichen Bereich. Im Jahr 1882 wurde ein neues Schulgebäude in der Amtsgasse eingeweiht. 1938 zog man in das Schulgebäude in der Wilhelmstraße um.
1949 erfolgte die Umbenennung in Julianum, neusprachliches und mathematisch-naturwissenschaftliches Gymnasium für Jungen, Helmstedt. Die Zusammenlegung mit dem Gymnasium für Mädchen unter dem Namen Julianum, neusprachliches und mathematisch-naturwissenschaftliches Gymnasium wurde 1972 vorgenommen (Koedukation). Im selben Jahr wurde der Umzug in das neue Schulgebäude an der Goethestraße durchgeführt.
Seit Februar 2022 ist Lars Herrmann Schulleiter des Julianums.

## Gegenwart
Im Jahr 2006 belegte das Julianum im Rahmen des neu eingeführten niedersächsischen Zentralabiturs mit einem Gesamtnotendurchschnitt von 2,4 unter 194 öffentlichen Gymnasien den 7. Platz. Das Julianum fördert und unterstützt zahlreiche Projekte. Durch die Initiative von Schülern entstand 2013 das Workcafe Pferdestall, um vor allem jungen Menschen einen Anlaufpunkt in Helmstedt zu bieten. Seit 2016 nennt sich das Julianum Schule ohne Rassismus – Schule mit Courage. Außerdem finden viele Projekte von Schülern mit Lehrern statt. So entstand 2015 und 2016 der Film Of the Night – Eine Nacht voller Missverständnisse, der am 29. Mai 2016 im Pferdestall Premiere feierte. Die Schüler Florian Danker und Adrian Blank zeigen in dem Film, wie viel Spaß man mit der Schule verbinden kann. Am 5. März 2017 feierte ihr zweiter Film Der nächste Coup im Roxy Kino in Helmstedt vor 210 Zuschauern Premiere.

## Schulpartnerschaften
Das Gymnasium Julianum pflegt Schulpartnerschaften mit den folgenden Schulen:
- Holyrood Community School in Chard, Vereinigtes Königreich
- Collège Gérard-de-Nerval in Vitré, Frankreich
- Hudson High School in Hudson, Massachusetts, USA
- Collège Les Rochers Sévigné in Vitré, Frankreich

## Bekannte Rektoren und Lehrer
- Georg Friedrich Karl Günther (1787–1825), Rektor von 1822 bis 1825

## Bekannte Schüler und Absolventen (Auswahl)
- August Heinrich Hoffmann von Fallersleben (1798–1874), Hochschullehrer und Dichter (unter anderem Verfasser des „Deutschlandliedes“)
- Heinrich Ludolf Ahrens (1809–1881), klassischer Philologe, der grundlegende Werke zu Dialekten und zum Anfangsunterricht der altgriechischen Sprache veröffentlichte
- Georg Friedrich Wilhelm Alers (1811–1891), Forstsachverständiger und Schriftsteller
- Alexander von Heinemann (1813–1884), preußischer Generalmajor
- Ferdinand von Heinemann (1818–1881), Theologe, Dichter und Politiker
- Adolf von Heinemann (1820–1906), preußischer Generalmajor
- Rudolf Leuckart (1822–1898), Zoologe und Begründer der Parasitologie
- Heinrich von Eggeling (1838–1911), Kurator der Universität Jena
- Adolf Heusinger (1897–1982), General und erster Generalinspekteur der Bundeswehr
- Hans Krebs (1898–1945), General der Infanterie und Generalstabschef der Wehrmacht
- Bruno Heusinger (1900–1987), Präsident des Bundesgerichtshofes
- Helmut Kramer (* 1930), Jurist und Rechtshistoriker, Richter a. D.
- Klaus Asche (1933–2017), Jurist, von 1980 bis 1996 Vorsitzender des Vorstandes der Holsten-Brauerei in Hamburg. Von 1981 bis 1987 leitete er den Deutschen Brauer-Bund. 1990–1996 Präses der Handelskammer Hamburg. Bis 1989 Vorsitzender des World Wide Fund For Nature (WWF)
- Hans-Werner Ludwig (* 1934), Anglist und Rektor der Eberhard Karls Universität Tübingen
- Jürgen Bräcklein (1938–2015), Jurist und Politiker
- Ingo Pini (* 1936), Archäologe
- Rolf Portz (* 1940), Generalleutnant und Inspekteur der Luftwaffe der Bundeswehr[4]
- Edgar Isermann (* 1944), Gerichtspräsident
- Hans-Hermann Wendhausen (1947–2023), Ingenieur und ehemaliges Mitglied des Niedersächsischen Landtages
- Friedrich Jondral (* 1950), emeritierter Universitätsprofessor, von 1993 bis 2015 Leiter des Instituts für Nachrichtentechnik an der Fakultät für Elektrotechnik und Informationstechnik der Universität Karlsruhe (TH – seit 2009: Karlsruher Institut für Technologie (KIT))
- Martin Weller (* 1955), Musiker, bis 2022 Orchesterdirektor des Staatsorchesters Braunschweig
- Heidemarie Mundlos (* 1956), Gartenbauingenieurin, bis 2017 Abgeordnete des Niedersächsischen Landtages (CDU)
- Stefan Rinke (* 1965), Neuzeithistoriker und Lateinamerikaexperte, Professor an der Freien Universität Berlin
- Wilhelm Tobias Abry (* 1968),  Konteradmiral der Deutschen Marine
- Rainer Elste (* 1970), Wirtschaftswissenschaftler und Unternehmensberater
- Wittich Schobert (* 1970), ehem. niedersächsischer Landtagsabgeordneter (CDU) und seit 2011 Bürgermeister von Helmstedt
- Gunnar Kilian (* 1975), von 2018 bis 2025 Mitglied des Vorstands und Arbeitsdirektor der Volkswagen AG
- Sebastian Stoppe (* 1978), Medienwissenschaftler
- André Mumot (* 1979), Kulturwissenschaftler, Autor, Literaturübersetzer und Journalist (Kritiker, Redakteur und Moderator im Deutschlandfunk Kultur)
- Katharina Kowalewski (* 1981), Schauspielerin und Regisseurin
- Julia Püschel (* 1981), Professorin am Bard College Berlin und am John-F.-Kennedy-Institut für Nordamerikastudien, Abteilung Wirtschaft, an der Freien Universität Berlin[5]
- Josefine Paul (* 1982),  seit Juni 2022 Ministerin für Kinder, Jugend, Familie, Gleichstellung, Flucht und Integration des Landes Nordrhein-Westfalen im Kabinett Wüst II. Sie ist seit 2010 Abgeordnete im Landtag Nordrhein-Westfalen und war von Oktober 2020 bis Juni 2022 eine von zwei Vorsitzenden der nordrhein-westfälischen Landtagsfraktion von Bündnis 90/Die Grünen.
- Alexander Schlüter (* 1985), deutscher Sportjournalist, u. a. Moderator in der ARD-Sportschau[6]
- Lars Alt (* 1991), seit 2023 Geschäftsführer des Arbeitgeberverbandes der Region Braunschweig, von 2020 bis 2022 Abgeordneter des Niedersächsischen Landtages. Alt gehört dem Landesvorstand der FDP Niedersachsen seit dem Jahr 2012 an.[7] Von 2015 bis 2021 war er Landesvorsitzender der FDP-nahen Jungen Liberalen.[8]
- Amelie Möllmann (* 2001), Handballspielerin, Welt-, Europa- und Deutsche Meisterin sowie World-Games-Siegerin im Beachhandball